# Karel Reiner
Karel Reiner (* 27. Juni 1910 in Saaz als Karl Reiner; † 17. Oktober 1979 in Prag) war ein tschechischer Komponist.
Der Sohn eines jüdischen Oberkantors Josef Leib Reiner und dessen Frau Sine geb. Scherlag studierte am Konservatorium Wien und war dann in Prag Schüler von Zdeněk Nejedlý, Alois Hába und Josef Suk. Von 1931 bis 1938 setzte er sich als Konzertpianist für die Neue Musik ein und führte u. a. die Vierteltonwerke seines Lehrers Hába auf. 1943 kam er in das Ghetto Theresienstadt, wo er der Komponistengruppe angehörte. Er war der einzige Überlebende aus dieser Gruppe. Im KZ entstand die Komposition zu dem dort aufgeführten Esther-Spiel (Libretto von Norbert Frýd). Mitwirkenden der Aufführung und dem Autor Milan Kuna gelang später eine Rekonstruktion des Werkes. 1944 wurde Reiner in das Konzentrationslager Auschwitz und von dort nach Dachau verbracht, wo er die Befreiung erlebte. 
Nach 1945 lebte er als freier Komponist und wirkte als Vorsitzender des Tschechischen Musikfonds und Mitglied des tschechischen Komponistenverbandes. Aus Enttäuschung über die Politik der KSČ trat er nach der Niederschlagung des Prager Frühlings 1970 aus der kommunistischen Partei aus. 1975 vertonte er fünf Gedichte Reiner Kunzes.
Reiner hinterließ ein umfangreiches Werk, zu dem u. a. zwei Opern und ein Ballett, eine Ouvertüre und eine Suite, ein Violin- und ein Klavierkonzert und ein Konzert für Bassklarinette, zahlreiche kammermusikalische Kompositionen, Orgel- und Klavierstücke, Chöre und Lieder, Schauspiel- und Filmmusiken zählen. Der von Miro Bernat realisierte Kurzfilm Motýli tady nezijí (Schmetterlinge leben hier nicht, 1958) mit der Musik von Reiner wurde 1959 bei den Internationalen Filmfestspielen von Cannes mit der Goldenen Palme ausgezeichnet. 
Eine Neuinterpretation von Liedern aus dem Květěný kůň-Zyklus und eine Aufführung aus dem alten Ghetto Esther in Theresienstadt wurden von Aida Mujačič vorbereitet. 